# Centerponsproef
Een centerponsproef is een methode om de hardheid van metaal te onderzoeken.
Met een centerpons wordt in het te onderzoeken metaal onder een hoek van 90° een kleine indruk gemaakt. Ervan uitgaand dat even hard wordt geslagen, blijft er in een harder metaal een kleinere indruk achter. Een proefstukje van bekende samenstelling, als vergelijkingsmateriaal gebruikt, kan de interpretatie vergemakkelijken.